# 영산재
영산재(중국어 정체자: 靈山齋, 영어: Yeongsanjae)는 대한민국의 불교 의식으로 사람이 죽은 지 49일이 되는 날 영혼을 극락으로 천도하는 천도재의 한 형태이다. 2009년 9월 30일 아랍에미리트 아부다비에서 열린 제4차 무형문화유산 보호 정부간위원회에서 인류무형문화유산 대표목록에 등재됐다.

## 개요
1973년 11월 5일 국가무형문화재 제50호로 지정된 영산재는 해마다 시연되는 행사이며, 이 영산재 보존을 위해 봉원사에서 영산재보존회를 만들었으며, 보유자는 범패 부분 김인식(법명 구해)이다. 옥천범음대학을 함께 두어 후학을 양성하고 있다.
영산재는 괘불 앞에서 運)으로부터 시작된다. 괘불은 정면 한가운데 걸고 그 앞에 불단을 세운다. 그 다음은 영혼이 생전에 지은 죄를 씻어내는 《관욕 의식》을 진행한다. 이 의식이 끝나면, 부처에게 《공양》을 드리고, 이후 사람들의 보다 구체적인 소원을 아뢰는 《축원문》을 낭독한다.
보통 매년 6월의 첫째주에 연간 정기 공연이 시작되며, 2010년 6월 6일에 정기 공연이 있다.

## 국가무형문화재 지정
영산재는 제사의 한 형태로, 불교를 믿고 의지함으로써 극락왕생하게 하는 의식이다. 석가가 영취산에서 행한 설법회상인 영산회상을 오늘날에 재현한다는 상징적인 의미를 지니고 있다. 불교 천도의례 중 대표적인 제사로 일명 ‘영산작법’이라고도 한다. 기원은 분명하지 않으나, 이능화의 『조선불교통사』에 의하면 조선 전기에 이미 행해지고 있었다.
영산재는 제단이 만들어지는 곳을 상징화하기 위해 야외에 영산회상도를 내다 거는 것으로 시작한다. 신앙의 대상을 절 밖에서 모셔오는 행렬의식을 하는데, 이때 부처의 공덕을 찬양하기 위해 해금, 북, 장구, 거문고 등의 각종 악기가 연주되고, 바라춤·나비춤·법고춤 등을 춘다. 신앙의 대상을 옮긴 후에는 여러 가지 예를 갖추어 소망을 기원하며 영혼에게 제사를 지낸다. 마지막으로 신앙의 대상을 돌려보내는 봉송의례를 하는데 제단이 세워진 곳에서 모든 대중이 열을 지어 돌면서 독경 등을 행한다. 예전에는 사흘 낮과 밤에 걸쳐 이루어졌으나 근래에는 규모가 축소되어 하루동안 이루어진다.
영산재는 전통문화의 하나로, 살아있는 사람과 죽은 사람 모두 부처님의 참진리를 깨달아 번뇌와 괴로움에서 벗어날 수 있는 경지에 이르게 하고 공연이 아닌 대중이 참여하는 장엄한 불교의식으로서 가치가 있다.

## 불교 음악
이 의식을 진행하는 동안 범패(梵唄), 화청(和唱) 등을 연주하며, 바라춤, 나비춤, 법고무을 춘다. 이러한 요소들은 우리 전통민속음악과 민속 무용의 형성에 큰 영향을 미쳤다. 영산재는 주로 태고종에서 전해 내려오며 매년 서울 봉원사에서 영산재를 거행한다.

## 같이 보기
- 바라춤
- 범패

- 봉원사
- 국가무형문화재